# نهر كوت ناصر (نصار)
نهر كوت ناصر (بالفارسية: نهرکوت) هي منطقة سكنية تقع في إيران في قسم نصار الريفي. يقدر عدد سكانها بـ 196 نسمة .